# Chris Meledandri
Christopher Meledandri, detto Chris (New York, 15 maggio 1959), è un produttore cinematografico e imprenditore statunitense, fondatore e amministratore delegato della Illumination Entertainment, nonché supervisore e produttore esecutivo di Dreamworks Animation dal 2018 (dopo l'acquisto di questa da parte di NBC Universal).

## Biografia
Iniziò la sua carriera alla Walt Disney Pictures, dove fu produttore esecutivo di Cool Runnings - quattro sottozero. Passò poi alla 20th Century Fox Animation, dove si occupò in particolare di cinema di animazione: supervisionò o fu produttore esecutivo di alcuni dei maggiori successi come I Simpson - Il film o Alvin Superstar, o tramite i Blue Sky Studios, come L'era glaciale, L'era glaciale 2 - Il disgelo, Robots, Ortone e il mondo dei Chi, Gone Nutty, No time for nuts.
Fondò poi la Illumination Entertainment, nel 2007, il cui primo film fu Cattivissimo me, nel 2010.
Nel 2018, dopo l'acquisizione da parte di NBC Universal è diventato supervisore, consulente e produttore esecutivo della Dreamworks Animation. Quando fu nominato, venne anche annunciato che si sarebbe occupato del rilancio della casa di produzione (da alcuni anni in un periodo "buio"), nonché del programmato rilancio della saga di Shrek, iniziato nel 2022 con il film Il gatto con gli stivali 2 - L'ultimo desiderio.

## Filmografia

### Produttore
- Cattivissimo me (Despicable Me), regia di Pierre Coffin e Chris Renaud (2010)
- Hop, regia di Tim Hill (2011)
- Lorax - Il guardiano della foresta (The Lorax), regia di Chris Renaud (2012)
- Cattivissimo me 2 (Despicable Me 2), regia di Pierre Coffin e Chris Renaud (2013)
- Minions, regia di Pierre Coffin e Kyle Balda (2015)
- Pets - Vita da animali (The Secret Life of Pets), regia di Chris Renaud (2016)
- Sing, regia di Garth Jennings (2016)
- Cattivissimo me 3 (Despicable Me 3), regia di Pierre Coffin e  Kyle Balda (2017)
- Il Grinch (The Grinch), regia di Yarrow Cheney e Scott Mosier (2018)
- Pets 2 - Vita da animali (The Secret Life of Pets 2), regia di Chris Renaud (2019)
- Sing 2 - Sempre più forte (Sing 2), regia di Garth Jennings (2021)
- Minions 2 - Come Gru diventa cattivissimo (Minions: The Rise of Gru), regia di Kyle Balda (2022)
- Super Mario Bros. - Il film (The Super Mario Bros. Movie), regia di Michael Jelenic e Aaron Horvath (2023)
- Prendi il volo (Migration), regia di Benjamin Renner (2023)
- Cattivissimo me 4, regia di Chris Renaud (2024)

### Produttore esecutivo

#### Lungometraggi
- Sister Act 2 - Più svitata che mai (Sister Act 2 - Back in the Habit), regia di Bill Duke (1993)
- L'Era Glaciale (Ice Age), regia di Chris Wedge (2002)
- Robots, regia di Chris Wedge (2005)
- L'era glaciale 2 - Il disgelo (Ice Age - The Meltdown), regia di Carlos Saldanha (2006)
- Ortone e il mondo dei Chi (Horton Hears a Who!), regia di Jimmy Hayward e Steve Martino (2008)
- Il gatto con gli stivali 2 - L'ultimo desiderio (Puss in Boots: The Last Wish), regia di Joel Crawford (2022)

#### Cortometraggi
- La nuova avventura di Scrat (Gone Nutty), regia di Carlos Saldanha (2002)
- Una ghianda è per sempre (No Time For Nuts), regia di Chris Renaud e Mike Thurmeier (2006)